# Freddie Bartholomew

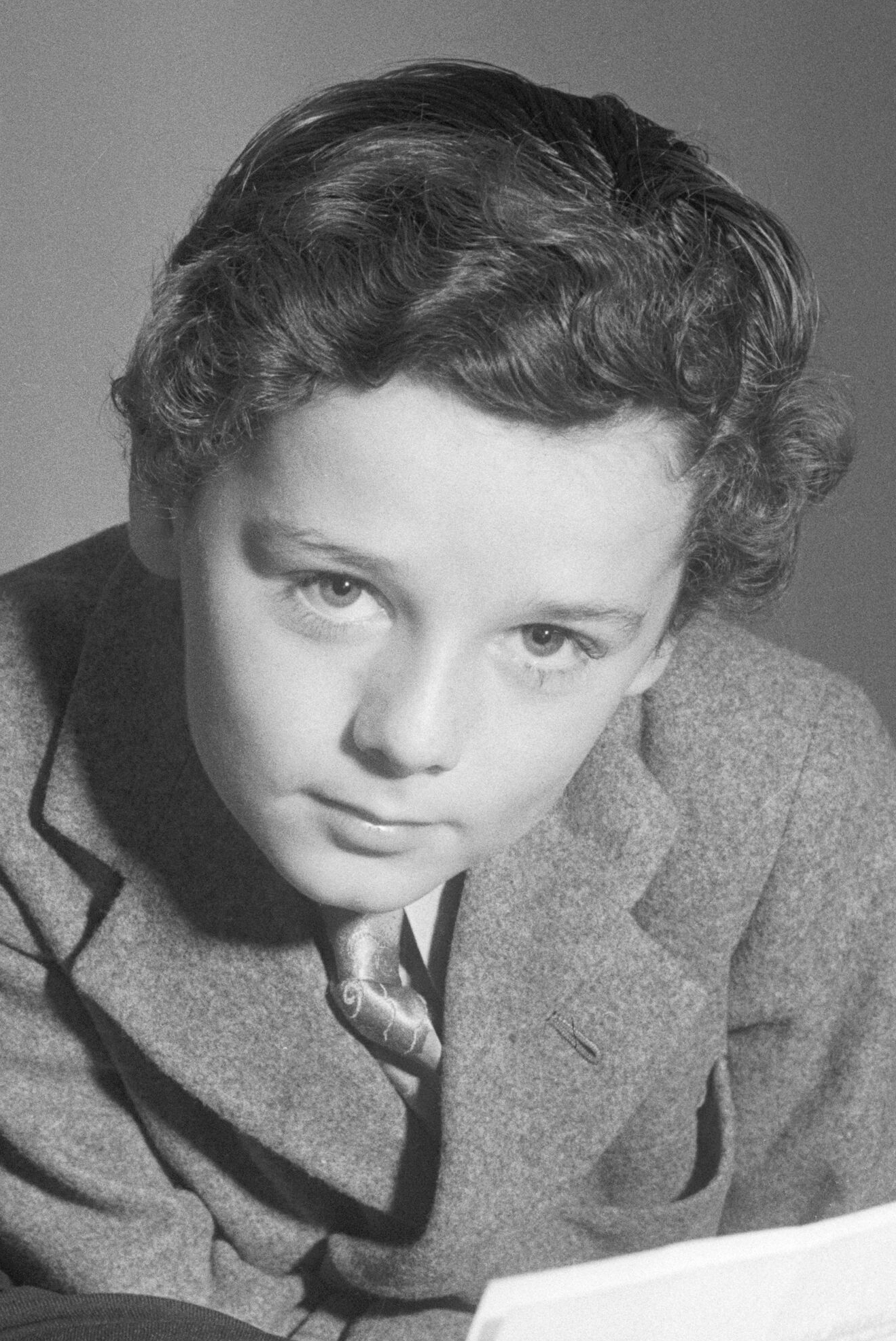
Freddie Bartholomew (cirka 1936)

Frederick Cecil "Freddie" Bartholomew, ursprungligen Llewellyn, född 28 mars 1924 i London, död 23 januari 1992 i Sarasota, Florida, var en brittisk barnskådespelare.
Han växte upp hos sin moster, Millicent Bartholomew, och tog sitt efternamn efter henne. Han framträdde på scenerna i London redan som treåring och medverkade sedan i ett par brittiska filmer. Han reste på semester till USA med sin moster och erbjöds då titelrollen i David Copperfield 1935. Sitt stora genombrott fick han samma år i Anna Karenina, där han spelade Greta Garbos son Sergei.
Denne skönlockige, änglalike pojke med smilgropar kom sedan att bli Hollywoods populäraste manlige barnskådespelare under slutet av 1930-talet och början av 40-talet. Trots sin enkla bakgrund hade han en unik förmåga att porträttera överklasspojkar. Hans veckolön var 2.500 dollar, vilket gjorde honom till USA:s högst betalde barnstjärna efter Shirley Temple.
1937 blev han indragen i två domstolsförhandlingar. Hans föräldrar försökte förklara hans mosters förmyndarskap som ogiltigt och samtidigt ville hon befria honom från filmkontraktet med MGM; bägge rättsprocesserna misslyckades.
Han drog sig med åldern tillbaka från filmen och blev senare känd i olika TV-reklamer. Han var gift tre gånger.

## Filmografi i urval
- 1930 – Fascination
- 1935 – David Copperfield
- 1935 – Anna Karenina
- 1936 – Lille lorden
- 1937 – Havets hjältar
- 1938 – Pappa sökes
- 1940 – Hård skola